# Associação Internacional das Cidades Educadoras
A Associação Internacional das Cidades Educadoras (AICE) é uma organização cujos membros são cidades engajadas em projetos para melhoria de vida de seus cidadãos.

## História
As Cidades Educadoras tiveram início, como movimento, em 1990, quando do I Congresso Internacional de Cidades Educadoras, celebrado em Barcelona, onde um grupo de cidades representadas pelos respectivos órgãos de poder concluíram ser útil trabalhar em conjunto projectos e actividades para melhorar a qualidade de vida dos seus habitantes. 
Posteriormente, em 1994, este movimento formalizou-se como Associação Internacional, oficialmente criada no terceiro congresso das Cidades Educadoras, o qual decorreu em Bolonha, Itália.  

## Objetivos

### Foram instituídos como objectivos da AICE
- Promover o cumprimento dos princípios da Carta das Cidades Educadoras;
- Impulsionar colaborações e acções concretas entre as cidades;
- Participar e cooperar activamente em projectos e intercâmbios de experiências com grupos e instituições com interesses comuns;
- Aprofundar o discurso das Cidades Educadoras e promover a sua concretização;
- Influenciar no processo de tomada de decisões dos governos e das instituições internacionais em questões de interesse para as Cidades Educadoras;
- Dialogar e colaborar com diferentes organismos nacionais e internacionais.

As cidades brasileiras membros da AICE são: Belo Horizonte, Camargo, Carazinho, Caxias do Sul, Curitiba, Guarulhos, Horizonte, Marau, Mauá, Nova Petrópolis,Porto Alegre, Santiago, Santo André, Santos, São Bernardo do Campo, São Carlos, São Gabriel, São Paulo, Soledade,Jequié Sorocaba e Vitória .
As Cidades portuguesas membros da AICE são: Águeda, Albufeira, Almada, Amadora, Azambuja, Barreiro, Braga, Câmara de Lobos, Cascais, Chaves, Esposende, Évora, Fafe,Grândola, Guarda, Leiria, Lisboa, Loures, Miranda do Corvo, Moura, Odivelas, Oliveira de Azeméis, Porto, Paredes, Paços de Ferreira, Palmela, Pombal, Portimão, Rio Maior, Sacavém, Santa Maria da Feira, Santarém, Santo Tirso, São João da Madeira, Sesimbra, Sever do Vouga, Silves (Portugal), Sintra, Torres Novas, Torres Vedras, Trofa, Vila Franca de Xira, Vila Nova de Famalicão, Vila Real.